# زاکو (ویسکانسین)
زاکو (به انگلیسی: Zachow) یک منطقهٔ مسکونی در ایالات متحده آمریکا است که در شهرستان شاوانو، ویسکانسین واقع شده‌است. زاکو ۲۶۲٫۱۳ متر بالاتر از سطح دریا واقع شده‌است.